# Ратник (дворянский род)
Ратник — дворянский род.
Потомство Саверия Ксаверьевича Ратника, генерал-майора по адмиралтейству.

## Описание герба
В червлёном щите скрещённые золотая кошка и таковой же якорь. В серебряной главе щита три чёрных зубчатых колеса.
Щит увенчан дворянским коронованным шлемом. Нашлемник: четыре страусовых пера: первое — червлёное, второе — серебряное, третье — золотое, четвёртое — чёрное. Намёт: справа червлёный с золотом, слева чёрный с серебром. Герб Саверия Ратника внесён в Часть 18 Общего гербовника дворянских родов Всероссийской империи, стр. 43.